# Mångformig riddarfjäril
Mångformig riddarfjäril, Papilio memnon, är en fjärilsart som beskrevs av Carl von Linné 1764. Mångformig riddarfjäril ingår i släktet Papilio och familjen riddarfjärilar, Papilionidae. Mångformig riddarfjäril är ingen svensk art men är funnen en gång i Östergötland. Det exemplaret har troligen rymt från någon form av uppfödning i närheten. Arten förekommer vilt i sydöstra Asien. Inga underarter finns listade i Catalogue of Life.

## Kännetecken
Som det svenska namnet antyder uppvisar fjärilsarten en hög grad av polymorfism och det finns ett antal olika färgformer, särskilt bland honorna. Fjärilen är relativt stor med vingspann på omkring 120 till 150 millimeter. Ibland anses vissa färgformer utgöra underarter.
Hanarna är mindre varierande till utseendet, generellt är de mörkt blåskimrande till svartaktiga och utan utskott på bakvingarna även om det finns undantag. 
Bland honorna finns det både sådana som i mycket liknar hanarna och sådana som är helt olika dem. Honorna kan på vingarna ha inslag av vitt, svart och rött och ha eller vara utan utskott på bakvingarna. 
Fjärilslarven är grön med vita markeringar.

## Utbredning
Utbredningsområdet för den här arten sträcker sig från nordöstra Indien och Nepal till Indonesien, sydöstra Kina, Taiwan och södra Japan. 

## Levnadssätt
Den fullbildade fjärilen besöker gärna blommor ur släktena Jasminer, Eldkronor, Kannor och Salvior. Värdväxten för larven är främst arter i släktet Citrusar. Arten  flyger ofta i skogsgläntor, men kan också ses kring mänskliga bosättningar. Fjärilsarten har observerats besöka lerbankar för att få i sig mineraler, så kallat mud-puddling.

## Bildgalleri

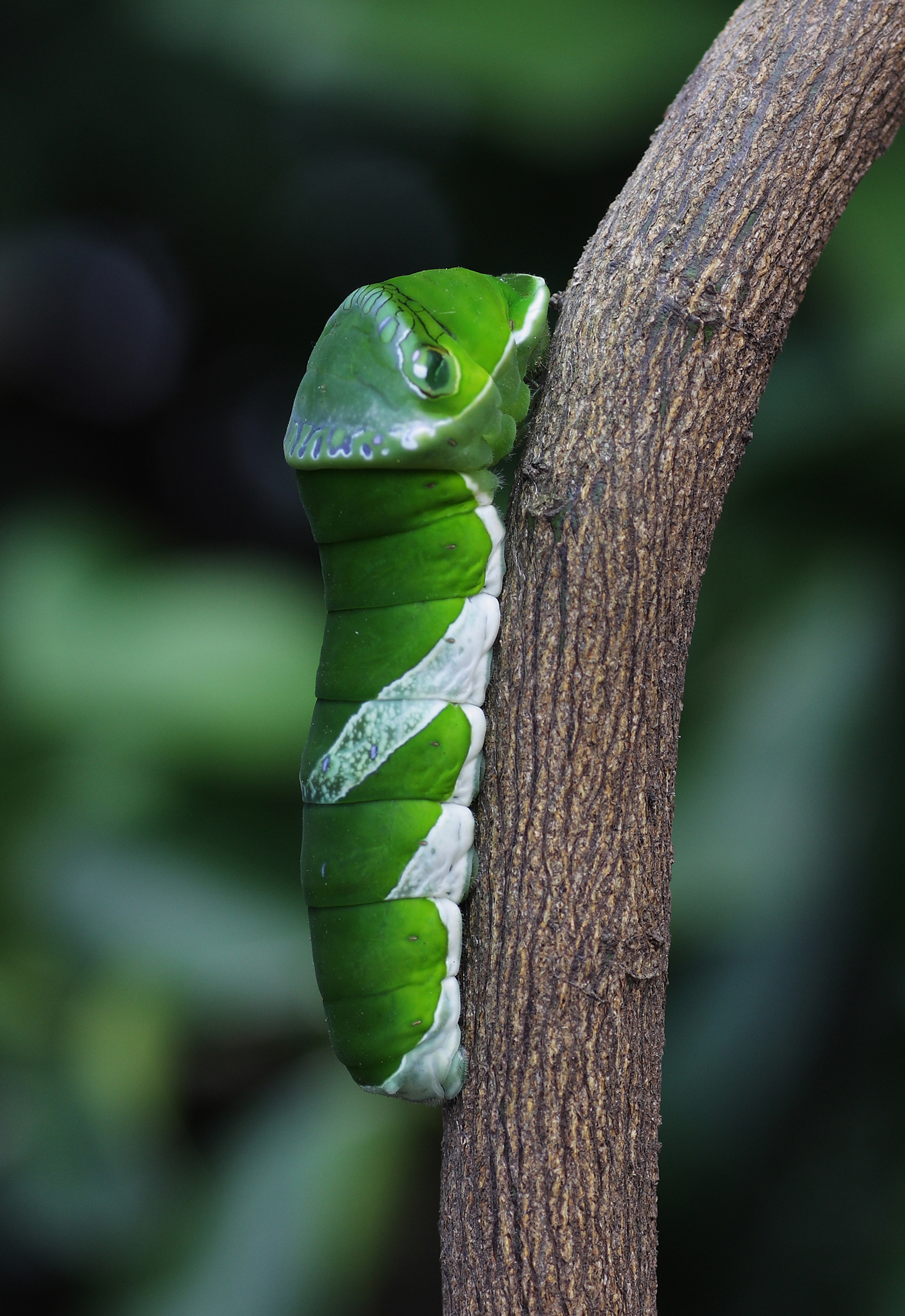
Fjärilens larv.
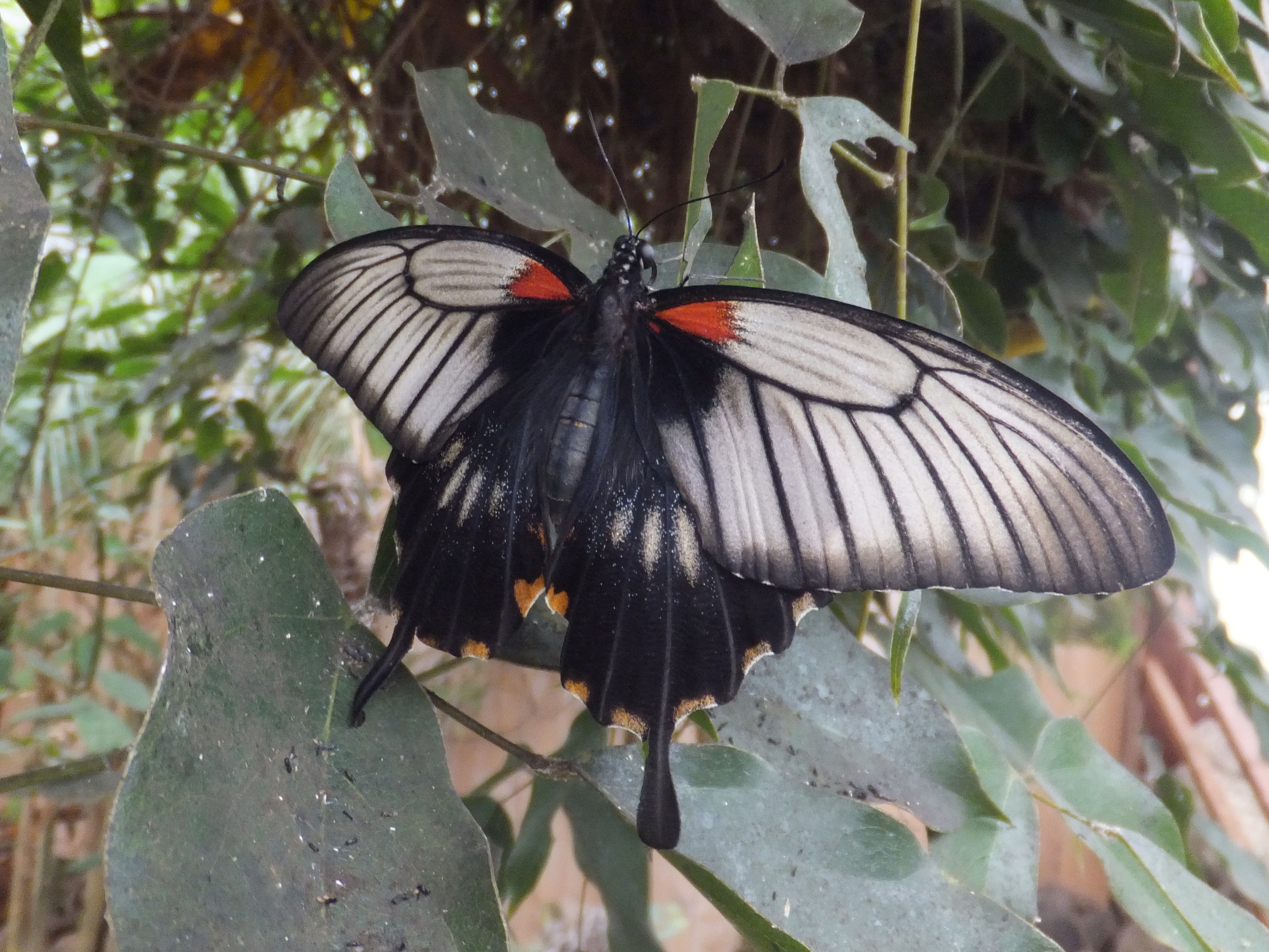
Imago fjäril, hona.
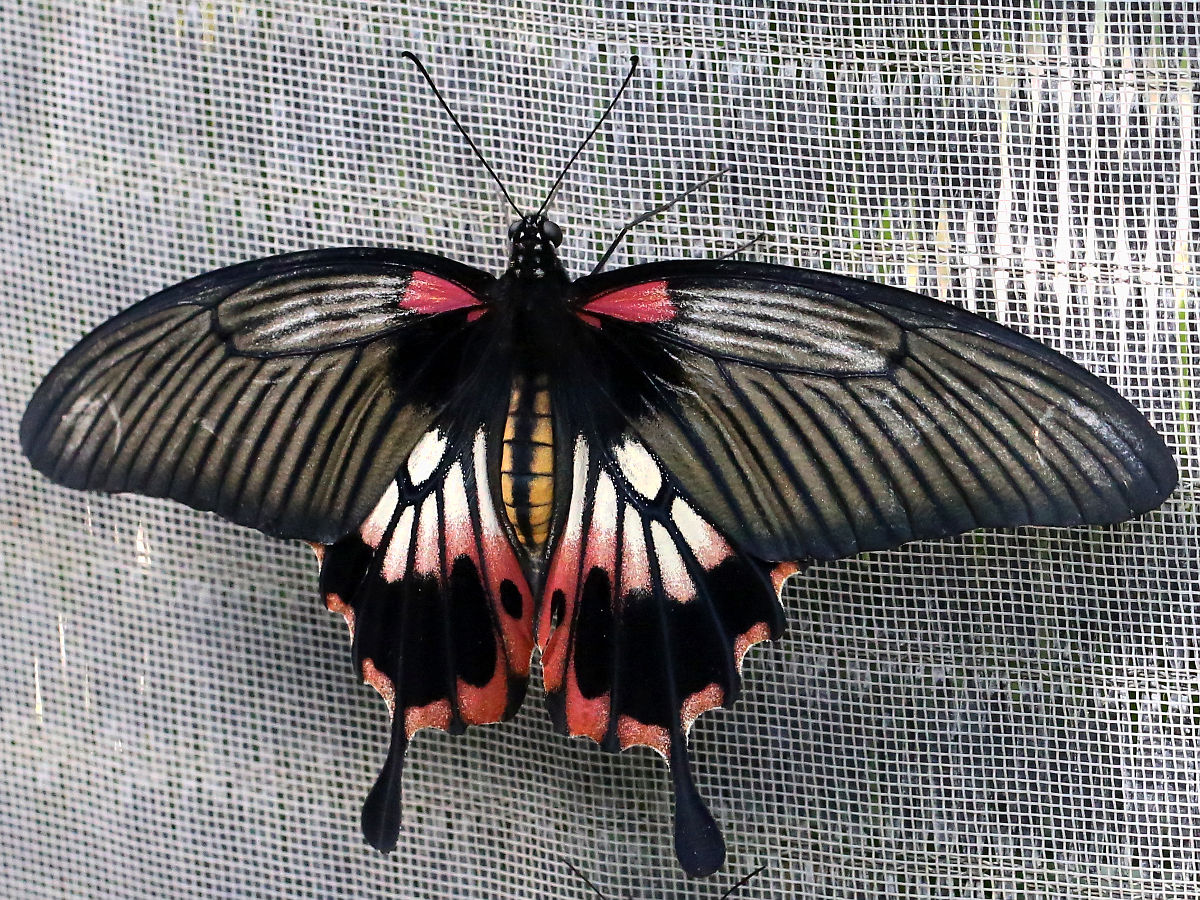
Imago fjäril, hona.
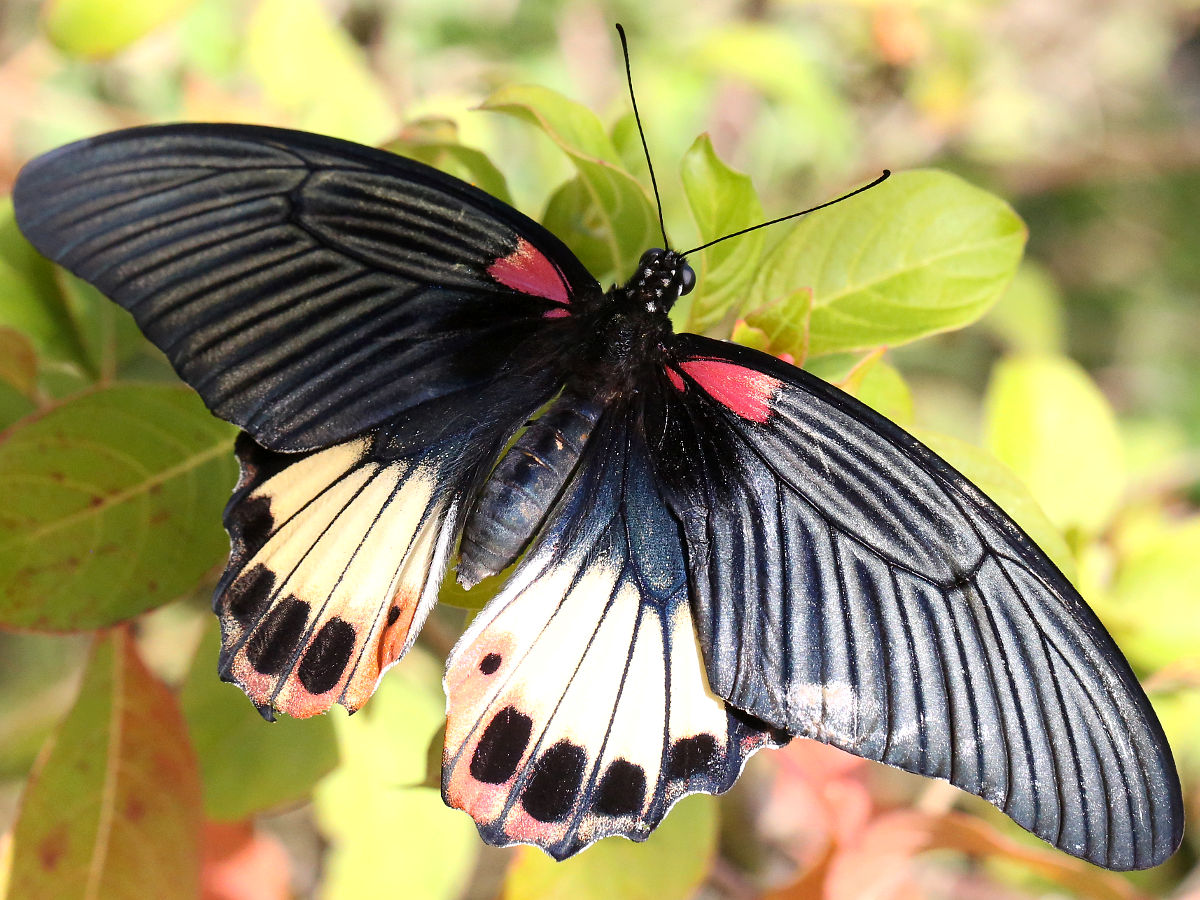
Imago fjäril, hona.
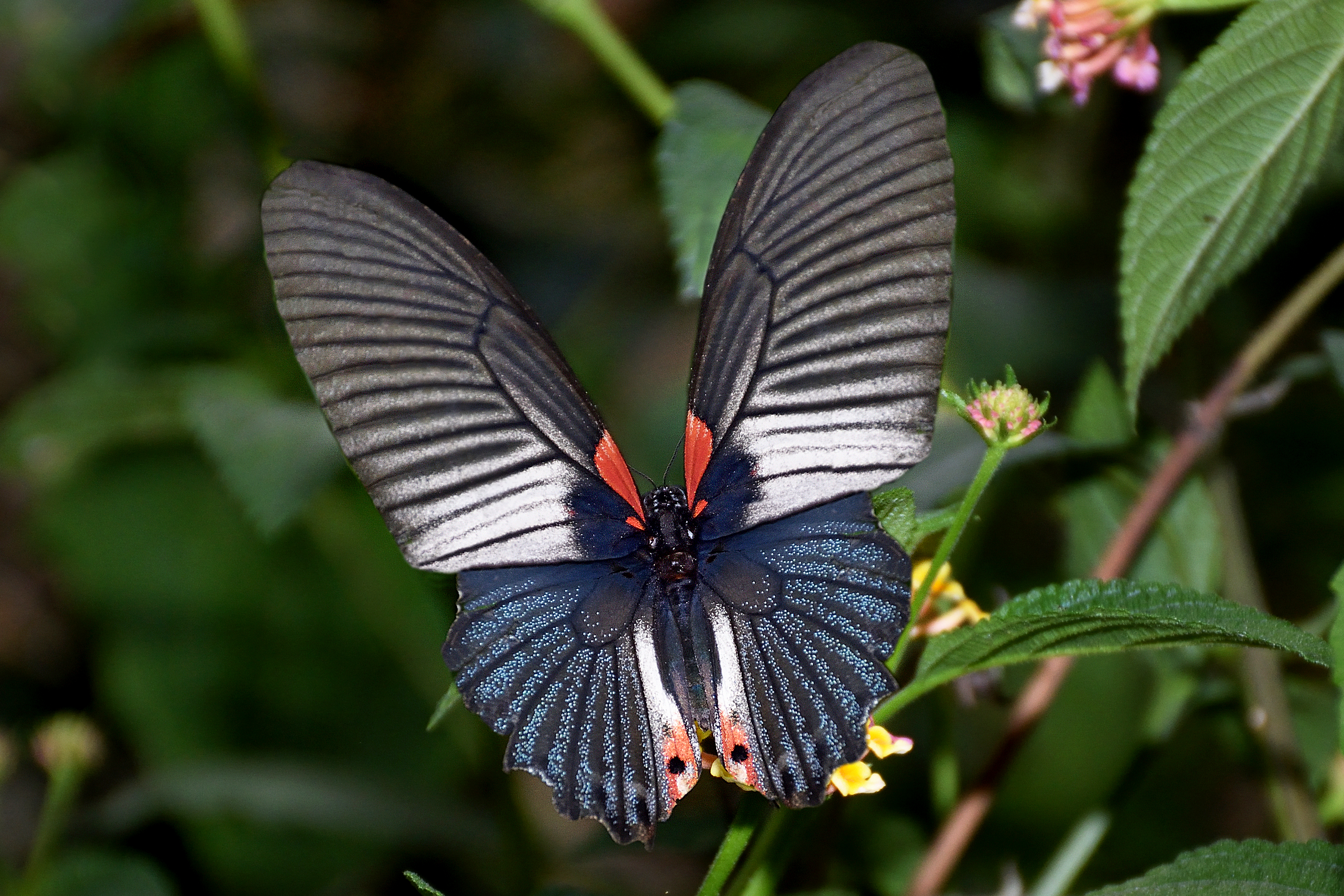
Imago fjäril, hona.
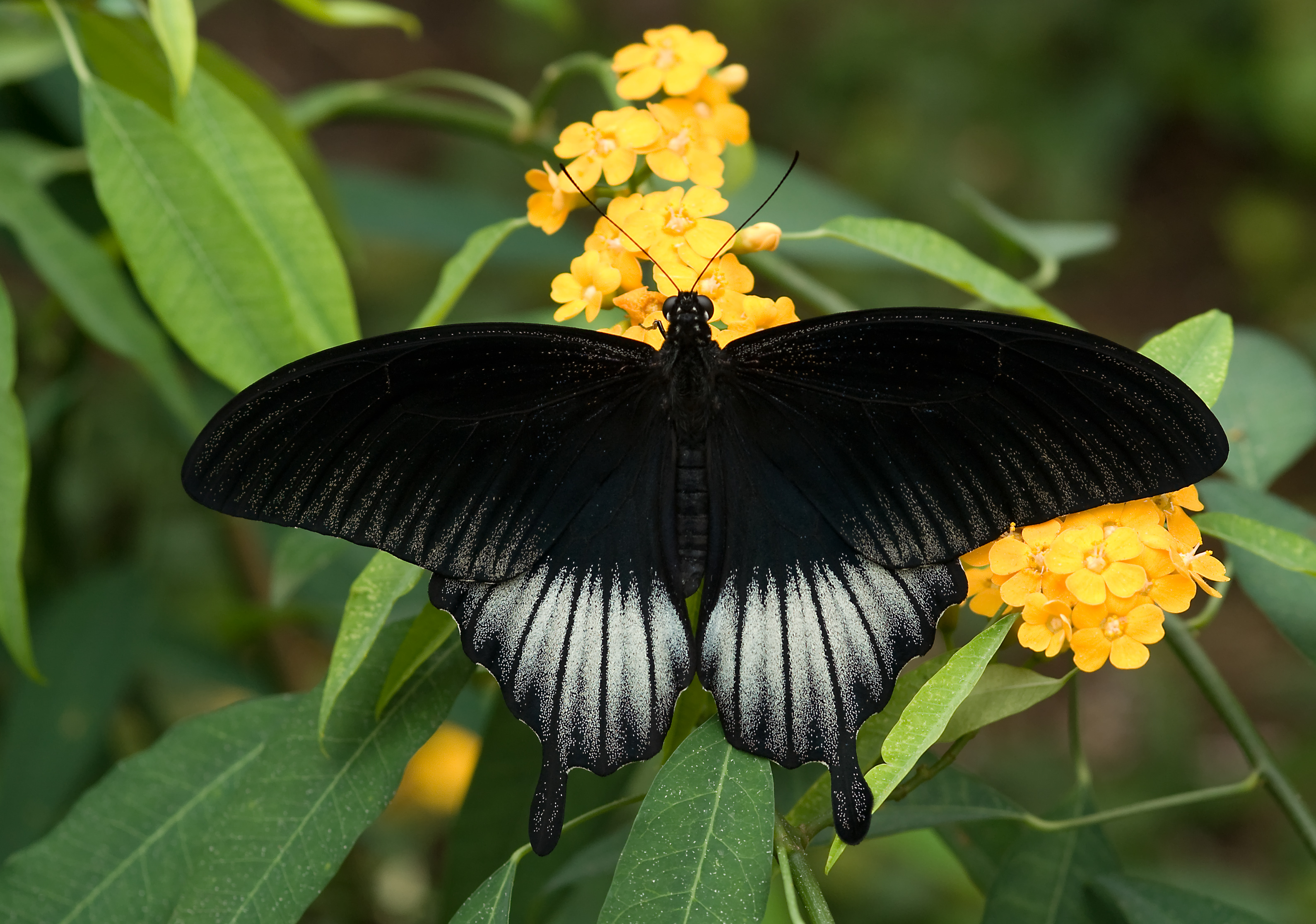
Imago fjäril, hane.
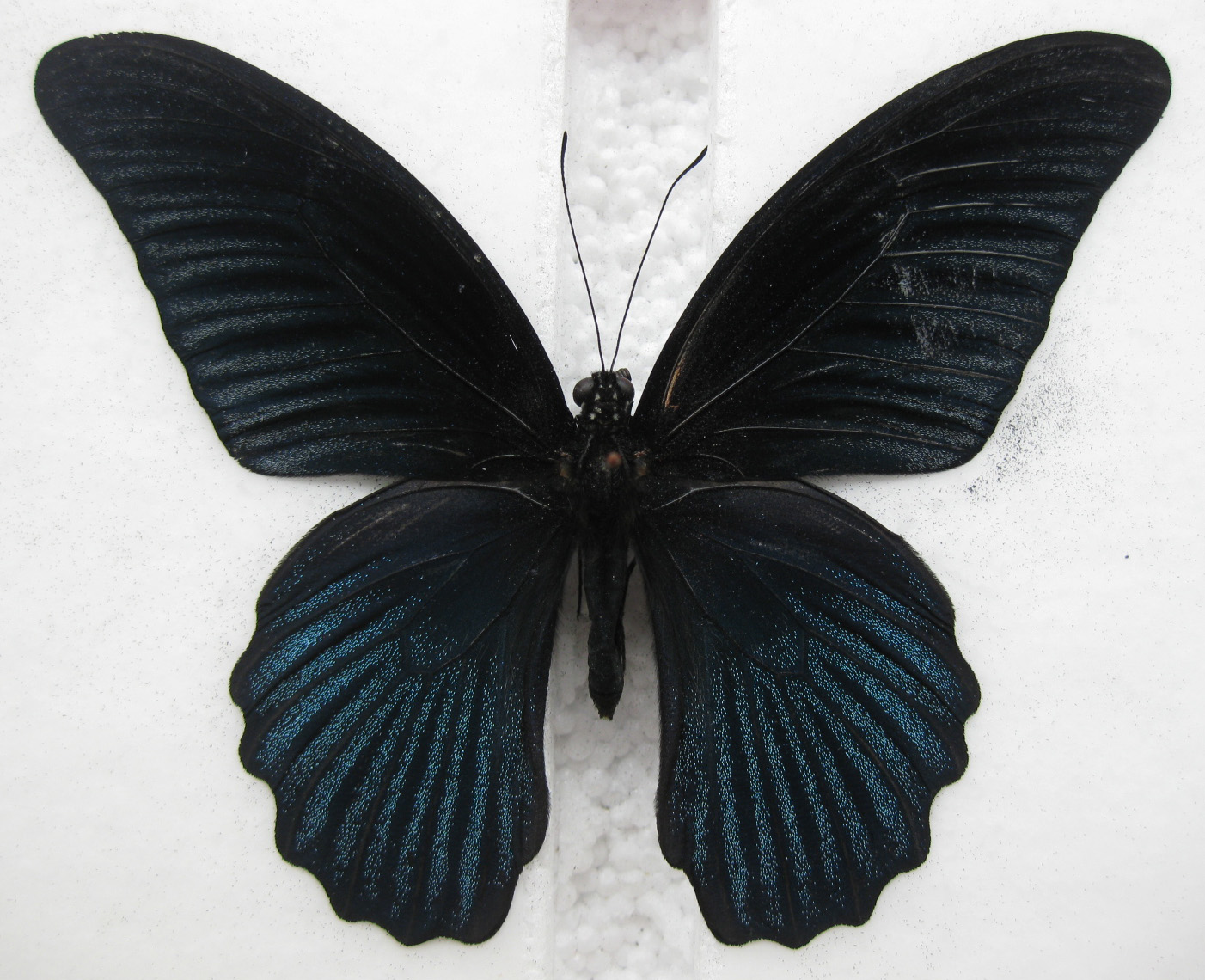
Preparerad (uppnålad) imago fjäril, hane.
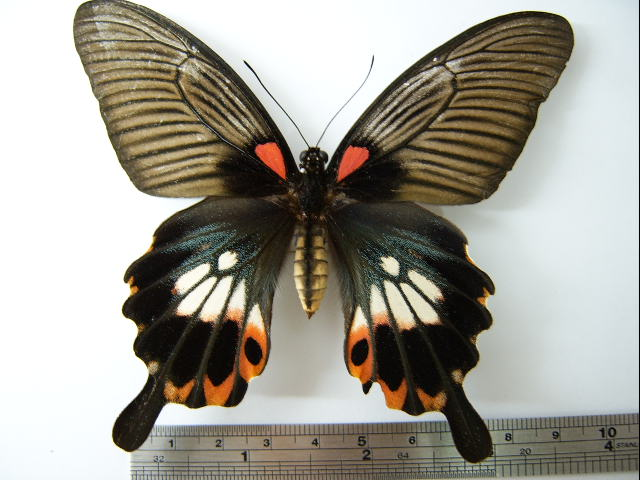
Preparerad (uppnålad) imago fjäril, hona.
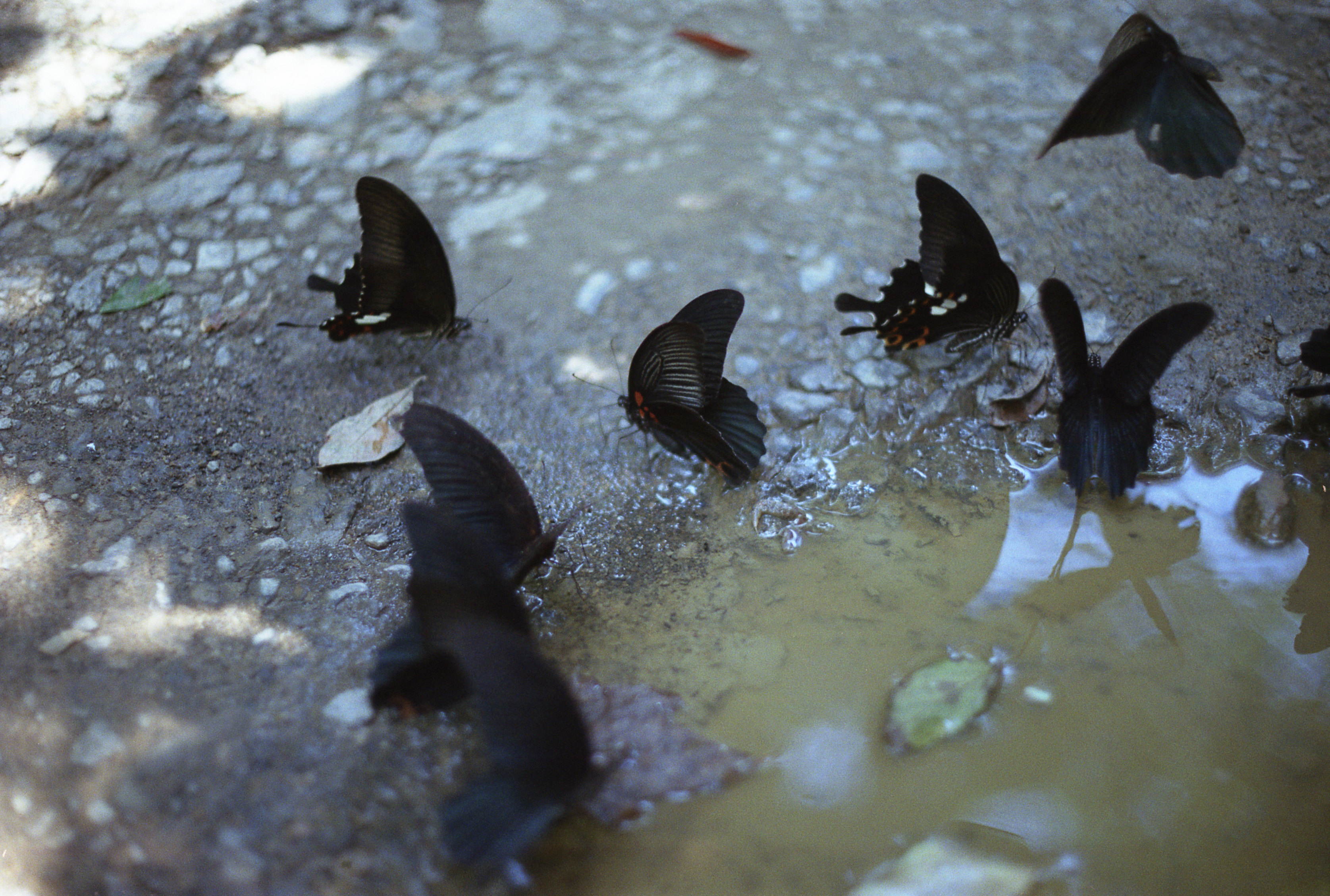
Mud-puddling